# Efesita
L'efesita és un mineral de la classe dels silicats que pertany al grup de la mica trioctaedral. Va ser anomenada en honor de l'antiga ciutat d'Efes, situada prop d'on va ser trobat el primer espècimen d'aquest mineral.

## Característiques
L'efesita és un fil·losilicat de fórmula química LiNaAl₂(Si₂Al₂)O10(OH)₂. Cristal·litza en el sistema triclínic en forma de llibres i flocs que mesuren fins a 13 mm. La seva duresa a l'escala de Mohs és de 3,5 a 4,5.
Segons la classificació de Nickel-Strunz, l'efesita pertany a «09.EC - Fil·losilicats amb plans de mica, compostos per xarxes tetraèdriques i octaèdriques».

## Formació i jaciments
L'efesita va ser descoberta prop de l'antiga ciutat d'Efes a l'actual Esmirna (Regió de l'Egeu, Turquia). També ha estat descrita a Àustria, Dinamarca, els Estats Units, Grècia, Guyana, Macedònia del Nord, Noruega, Rússia, Sud-àfrica i el Tajikistan.
Sol trobar-se associada a altres mineral com: corindó, magnetita, diàspor, braunita i bixbyita.